# Веслування на байдарках і каное на літніх Олімпійських іграх 2024 — каное-одиночки, 1000 метрів (чоловіки)
Змагання з веслування на каное-одиночках на дистанції 1000 м серед чоловіків на літніх Олімпійських іграх 2024 відбудуться 7 і 9 серпня на Національному олімпійському морському стадіоні Іль-де-Франс у Вер-сюр-Марні.

## Розклад
Вказано центральноєвропейський літній час (UTC+2)
Змагання відбуваються в два дні, по два раунди щодня.
| Дата          | Час         | Раунд                          |
| ------------- | ----------- | ------------------------------ |
| 7 серпня 2024 | 11:40 14:40 | Попередні запливи Чвертьфінали |
| 9 серпня 2024 | 11:30 13:40 | Півфінали Фінали               |

## Результати
Система виходу далі: 1-2-ге місця до півфіналів, решта — до чвертьфіналів..
| Місце | Доріжка | Каноїст           | Країна                                | Час     | Нотатки |
| ----- | ------- | ----------------- | ------------------------------------- | ------- | ------- |
| 1     | 5       | Віктор Глазунов   | Польща (POL)                          | 3:48.40 | ПФ      |
| 2     | 6       | Захар Петров      | Індивідуальні нейтральні атлети (AIN) | 3:49.86 | ПФ      |
| 3     | 4       | Хосе Рамон Пельєр | Куба (CUB)                            | 3:52.17 | ЧФ      |
| 4     | 3       | Ніколае Крачун    | Італія (ITA)                          | 3:53.90 | ЧФ      |
| 5     | 7       | Цзі Бовень        | Китай (CHN)                           | 4:02.85 | ЧФ      |

| Місце | Доріжка | Каноїст        | Країна                | Час     | Нотатки |
| ----- | ------- | -------------- | --------------------- | ------- | ------- |
| 1     | 5       | Мартін Фукса   | Чехія (CZE)           | 3:50.39 | ПФ      |
| 2     | 4       | Ісакіас Кейрос | Бразилія (BRA)        | 3:53.94 | ПФ      |
| 3     | 3       | Фернандо Хорхе | Збірна біженців (EOR) | 3:54.90 | ЧФ      |
| 4     | 7       | Даніель Фейєш  | Угорщина (HUN)        | 3:56.00 | ЧФ      |
| 5     | 6       | Пабло Креспо   | Іспанія (ESP)         | 4:05.05 | ЧФ      |

| Місце | Доріжка | Каноїст          | Країна          | Час     | Нотатки |
| ----- | ------- | ---------------- | --------------- | ------- | ------- |
| 1     | 4       | Кетелін Чиріле   | Румунія (ROU)   | 3:44.75 | ПФ, OB  |
| 2     | 5       | Адрієн Бар       | Франція (FRA)   | 3:46.93 | ПФ      |
| 3     | 7       | Карло Таккіні    | Італія (ITA)    | 3:59.59 | ЧФ      |
| 4     | 3       | Сергій Ємельянов | Казахстан (KAZ) | 4:05.31 | ЧФ      |
| 5     | 6       | Павло Алтухов    | Україна (UKR)   | 4:11.32 | ЧФ      |

| Місце | Доріжка | Каноїст              | Країна                  | Час     | Нотатки |
| ----- | ------- | -------------------- | ----------------------- | ------- | ------- |
| 1     | 4       | Сергій Тарновський   | Молдова (MDA)           | 3:49.27 | ПФ      |
| 2     | 5       | Коннор Фіцпатрік     | Канада (CAN)            | 3:50.79 | ПФ      |
| 3     | 7       | Матеус Нуньєс Бастос | Бразилія (BRA)          | 3:52.60 | ЧФ      |
| 4     | 3       | Лай Куан-чі          | Китайський Тайбей (TPE) | 4:01.26 | ЧФ      |
| 5     | 6       | Гелен Хатталі        | Туніс (TUN)             | 4:23.05 | ЧФ      |

| Місце | Доріжка | Каноїст             | Країна          | Час     | Нотатки |
| ----- | ------- | ------------------- | --------------- | ------- | ------- |
| 1     | 5       | Себастьян Брендель  | Німеччина (GER) | 3:45.48 | ПФ      |
| 2     | 7       | Лю Хао              | Китай (CHN)     | 3:45.85 | ПФ      |
| 3     | 4       | Балаж Адольф        | Угорщина (HUN)  | 3:48.21 | ЧФ      |
| 4     | 6       | Могаммад Набі Резаї | Іран (IRI)      | 4:10.36 | ЧФ      |
| 5     | 3       | Бенілсон Санда      | Ангола (ANG)    | 4:11.40 | ЧФ      |

### Чвертьфінали
Система виходу далі: 1-2-ге місця до півфіналів, решта вибувають.
| Місце | Доріжка | Каноїст              | Країна         | Час     | Нотатки |
| ----- | ------- | -------------------- | -------------- | ------- | ------- |
| 1     | 6       | Даніель Фейєш        | Угорщина (HUN) | 3:47.88 | ПФ      |
| 2     | 5       | Хосе Рамон Пельєр    | Куба (CUB)     | 3:49.41 | ПФ      |
| 3     | 7       | Павло Алтухов        | Україна (UKR)  | 3:51.58 |         |
| 4     | 3       | Могаммад Набі Резаї  | Іран (IRI)     | 3:52.41 |         |
| 5     | 4       | Матеус Нуньєс Бастос | Бразилія (BRA) | 4:08.50 |         |

| Місце | Доріжка | Каноїст        | Країна                  | Час     | Нотатки |
| ----- | ------- | -------------- | ----------------------- | ------- | ------- |
| 1     | 5       | Карло Таккіні  | Італія (ITA)            | 3:49.15 | ПФ      |
| 2     | 3       | Пабло Креспо   | Іспанія (ESP)           | 3:50.24 | ПФ      |
| 3     | 4       | Ніколае Крачун | Італія (ITA)            | 3:53.13 |         |
| 4     | 6       | Лай Куан-чі    | Китайський Тайбей (TPE) | 3:58.79 |         |
| 5     | 7       | Бенілсон Санда | Ангола (ANG)            | 4:12.73 |         |

| Місце | Доріжка | Каноїст          | Країна                | Час     | Нотатки |
| ----- | ------- | ---------------- | --------------------- | ------- | ------- |
| 1     | 5       | Балаж Адольф     | Угорщина (HUN)        | 3:53.65 | ПФ      |
| 2     | 3       | Цзі Бовень       | Китай (CHN)           | 3:56.36 | ПФ      |
| 3     | 6       | Сергій Ємельянов | Казахстан (KAZ)       | 3:59.68 |         |
| 4     | 4       | Фернандо Хорхе   | Збірна біженців (EOR) | 4:06.63 |         |
| 5     | 7       | Гелен Хатталі    | Туніс (TUN)           | 4:28.44 |         |

### Півфінали
Вихід далі: 1-4-те місця до фіналу A, решта — до фіналу B.
| Місце | Доріжка | Каноїст            | Країна          | Час     | Нотатки |
| ----- | ------- | ------------------ | --------------- | ------- | ------- |
| 1     | 3       | Себастьян Брендель | Німеччина (GER) | 3:44.78 | FA      |
| 2     | 6       | Ісакіас Кейрос     | Бразилія (BRA)  | 3:44.80 | FA      |
| 3     | 5       | Віктор Глазунов    | Польща (POL)    | 3:45.30 | FA      |
| 4     | 7       | Карло Таккіні      | Італія (ITA)    | 3:45.42 | FA      |
| 5     | 4       | Кетелін Чиріле     | Румунія (ROU)   | 3:45.78 | FB      |
| 6     | 1       | Хосе Рамон Пельєр  | Куба (CUB)      | 3:46.37 | FB      |
| 7     | 8       | Цзі Бовень         | Китай (CHN)     | 3:46.48 | FB      |
| 8     | 2       | Коннор Фіцпатрік   | Канада (CAN)    | 3:56.31 | FB      |

| Місце | Доріжка | Каноїст            | Країна                                | Час     | Нотатки |
| ----- | ------- | ------------------ | ------------------------------------- | ------- | ------- |
| 1     | 4       | Мартін Фукса       | Чехія (CZE)                           | 3:44.69 | FA, OB  |
| 2     | 5       | Сергій Тарновський | Молдова (MDA)                         | 3:45.33 | FA      |
| 3     | 3       | Захар Петров       | Індивідуальні нейтральні атлети (AIN) | 3:45.99 | FA      |
| 4     | 8       | Балаж Адольф       | Угорщина (HUN)                        | 3:46.61 | FA      |
| 5     | 7       | Даніель Фейєш      | Угорщина (HUN)                        | 3:47.83 | FB      |
| 6     | 6       | Адрієн Бар         | Франція (FRA)                         | 3:49.56 | FB      |
| 7     | 2       | Лю Хао             | Китай (CHN)                           | 4:01.95 | FB      |
| 8     | 1       | Пабло Креспо       | Іспанія (ESP)                         | 4:03.04 | FB      |

### Фінальна частина
| Місце | Доріжка | Каноїст            | Країна                                | Час     | Нотатки |
| ----- | ------- | ------------------ | ------------------------------------- | ------- | ------- |
| 1     | 4       | Мартін Фукса       | Чехія (CZE)                           | 3:43.16 | OB      |
| 2     | 3       | Ісакіас Кейрос     | Бразилія (BRA)                        | 3:44.33 |         |
| 3     | 6       | Сергій Тарновський | Молдова (MDA)                         | 3:44.68 |         |
| 4     | 2       | Захар Петров       | Індивідуальні нейтральні атлети (AIN) | 3:45.28 |         |
| 5     | 1       | Карло Таккіні      | Італія (ITA)                          | 3:48.97 |         |
| 6     | 7       | Віктор Глазунов    | Польща (POL)                          | 3:49.05 |         |
| 7     | 8       | Балаж Адольф       | Угорщина (HUN)                        | 3:49.83 |         |
| 8     | 5       | Себастьян Брендель | Німеччина (GER)                       | 3:51.44 |         |

| Місце | Доріжка | Каноїст           | Країна         | Час     | Нотатки |
| ----- | ------- | ----------------- | -------------- | ------- | ------- |
| 9     | 5       | Кетелін Чиріле    | Румунія (ROU)  | 3:47.48 |         |
| 10    | 3       | Хосе Рамон Пельєр | Куба (CUB)     | 3:48.58 |         |
| 11    | 4       | Даніель Фейєш     | Угорщина (HUN) | 3:50.22 |         |
| 12    | 8       | Пабло Креспо      | Іспанія (ESP)  | 3:50.54 |         |
| 13    | 2       | Лю Хао            | Китай (CHN)    | 3:52.25 |         |
| 14    | 1       | Коннор Фіцпатрік  | Канада (CAN)   | 3:52.46 |         |
| 15    | 7       | Цзі Бовень        | Китай (CHN)    | 3:58.13 |         |
| 16    | 6       | Адрієн Бар        | Франція (FRA)  | 3:59.82 |         |